# Dictyophara lacustris
Dictyophara lacustris är en insektsart som beskrevs av Jacobi 1912. Dictyophara lacustris ingår i släktet Dictyophara och familjen Dictyopharidae.
Artens utbredningsområde är Etiopien. Inga underarter finns listade i Catalogue of Life.